# Leoni di Breda Solini
Leoni di Breda Solini fu un battaglione di partigiani del mantovano, formato esclusivamente da sinti italiani fuggiti dal campo di concentramento di Prignano sulla Secchia (in provincia di Modena), dove furono rinchiusi a settembre del 1940.

## Storia
Giacomo “Gnugo” De Bar, sinto emiliano, nel settembre del 1940 venne rinchiuso da bambino insieme alla famiglia nel campo di concentramento di Prignano sulla Secchia, in Provincia di Modena. Con l'armistizio dell'8 settembre 1943, la sua famiglia riuscì a scappare dal campo di concentramento, ed insieme ad altre famiglie di sinti italiani del Nord Italia, dall'autunno del 1943 si unirono alle brigate partigiane.
 La brigata partigiana fu formata della famiglia circense De Bar (il nonno Jean faceva il contorsionista e lo zio Rus equilibrista), che dalle esibizioni nelle piazze di giorno, di notte si trasformavano in combattenti, mettendo a punto azioni di sabotaggio contro i tedeschi: girando con un camion attrezzato, rubando loro le armi e le munizioni per rifornire i partigiani. La formazione operò sul confine tra Mantova, Modena, Reggio Emilia e Cremona, soprattutto nella zona del mantovano fra Breda Solini e Rivarolo del Re (attualmente Rivarolo Mantovano). Considerati dalla gente del posto degli eroi, per il fatto di usare la violenza solo se necessario, vennero soprannominati i Leoni di Breda Solini, dopo un’azione in cui avevano disarmato una pattuglia dell’avanguardia tedesca.